# Orzechowo (jezioro na Pojezierzu Kaszubskim)
Orzechowo (kaszb. Òrzéchòwò) – przepływowe jezioro wytopiskowe położone w gminie Szemud (powiat wejherowski, województwo pomorskie), na południowy zachód od Warzna na Pojezierzu Kaszubskim. Ogólna powierzchnia jeziora wynosi 15,1 ha.